# Carema (vino)
Il Carema è un vino DOC la cui produzione è consentita nel solo comune di Carema.

## Caratteristiche organolettiche

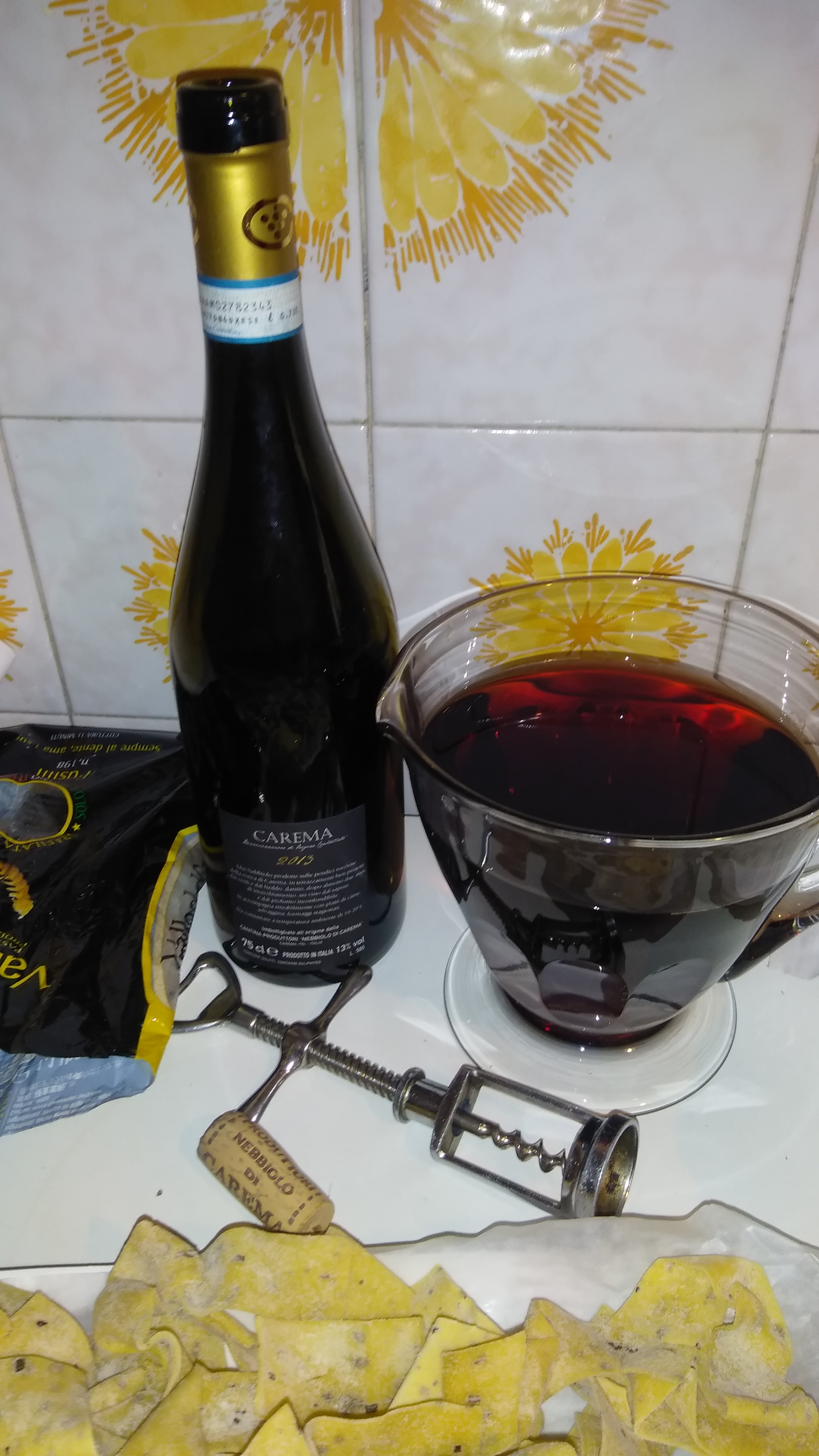
Una bottiglia scaraffata

- colore: rosso rubino volgente al granato.
- odore: fine e caratteristico che ricorda la rosa macerata
- sapore: morbido, vellutato, di corpo

Il Carema è ottenuto dal nebbiolo (min 85%) e prevede un affinamento minimo di 24 mesi di cui almeno 12 in legno. Nella tipologia riserva l'affinamento minimo è di 36 mesi di cui 24 in legno.

## Storia
La fama e diffusione del Carema è stata in parte dovuta alla presenza nel territorio di produzione della Olivetti, che spesso distribuiva bottiglie di questo vino come omaggio a clienti e fornitori, diffondendone la conoscenza in Italia e all'estero.

La viticoltura tradizionale canavesana è caratterizzata dalle tipiche tòpie (pergole); anche i vigneti di Carema sono pergolati sopra la viva roccia composta di eclogiti basiche levigate dal ghiacciaio pleistocenico.

## Abbinamenti consigliati
Come tutti i vini di un certo corpo, anche il Carema si abbina egregiamente con selvaggina o carni rosse elaborate, come il brasato al Barolo, e con formaggi stagionati o spiccatamente gustosi.

## Produzione
Provincia, stagione, volume in ettolitri
- Torino  (1990/91)  356,55
- Torino  (1991/92)  303,68
- Torino  (1992/93)  105,56
- Torino  (1993/94)  121,59
- Torino  (1994/95)  238,45
- Torino  (1995/96)  283,5
- Torino  (1996/97)  436,15

- Torino  (2000)     496
- Torino  (2001)     504
- Torino  (2002)
- Torino  (2003)     500